# Számum

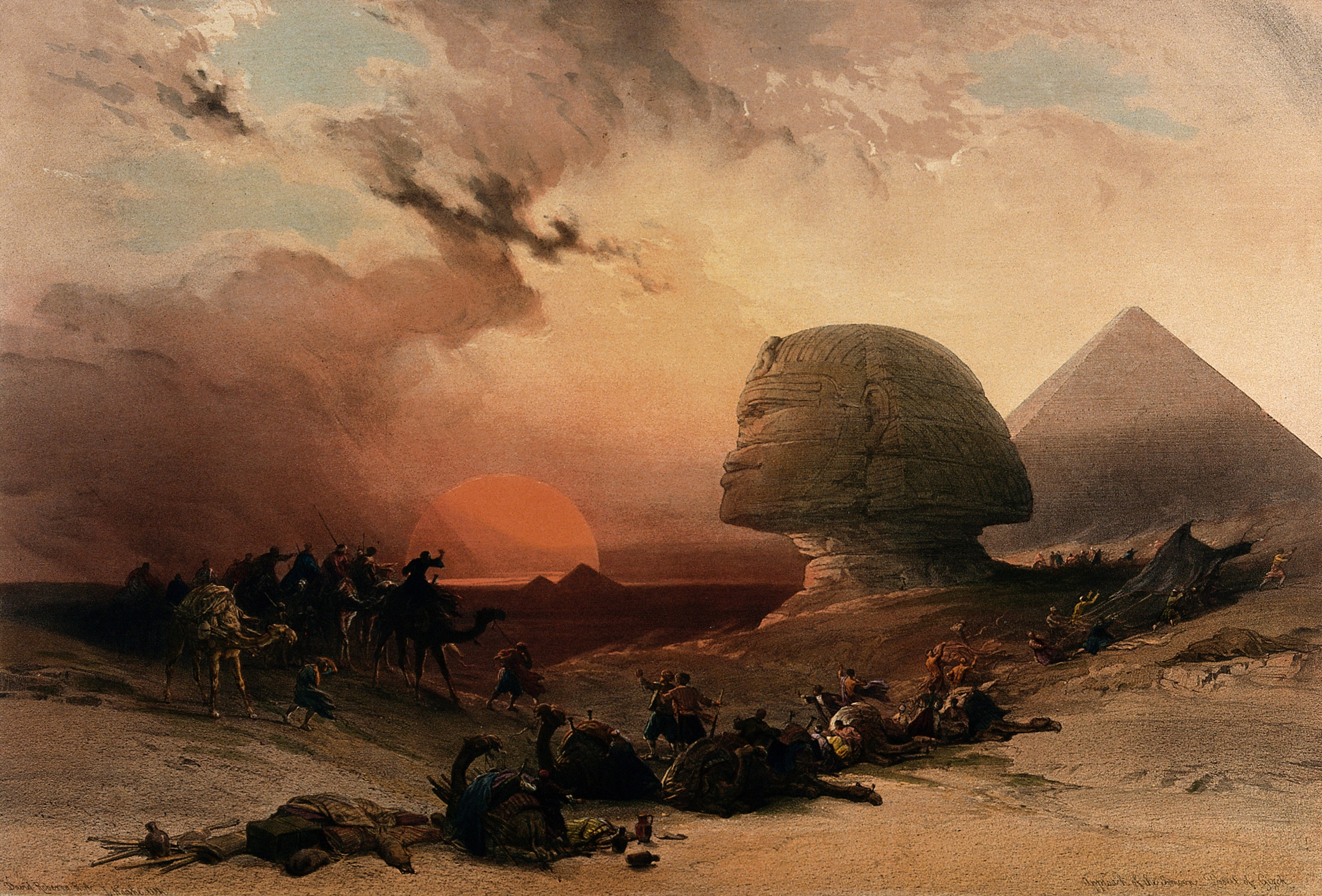
Számum közeledik a szfinxhez Gízában naplementekor

A számum  Afrika  sivatagaiban jellemző homokvihar. Az ég a portól beborul, a Nap elhalványul és a légkör piros színűvé válik. Nagy a forróság - a levegő hőmérséklete eléri az 50 °C-ot. A sivatag homokos talaja ugyanis felmelegszik egészen 70°-ra, és a széltől felkapott homok a levegőt tovább felmelegíti.